# كاتيا فون غارنييه
كاتيا فون غارنييه (بالألمانية: Katja von Garnier) (و. 1966  م) هي مخرجة أفلام، وكاتبة سيناريو ألمانية، ولدت في فيسبادن.

## التعليم
تعلمت في جامعة التلفاز والأفلام في ميونخ ‏ (1989–1994)، وجامعة غوته في فرانكفورت (1985–1989).

## جوائز
حصلت على جوائز منها:
- جائزة الفيلم الألماني [الإنجليزية]‏.

## وصلات خارجية
- كاتيا فون غارنييه على موقع IMDb (الإنجليزية)
- كاتيا فون غارنييه على موقع مونزينجر (الألمانية)
- كاتيا فون غارنييه على موقع ألو سيني (الفرنسية)
- كاتيا فون غارنييه على موقع أول موفي (الإنجليزية)
- كاتيا فون غارنييه على موقع قاعدة بيانات الأفلام السويدية (السويدية)
- كاتيا فون غارنييه على موقع ديسكوغز (الإنجليزية)
- كاتيا فون غارنييه على موقع قاعدة بيانات الفيلم (الإنجليزية)
- كاتيا فون غارنييه على موقع كينوبويسك (الروسية)